# Kees de Rooij
Cornelis Antoon Maria (Kees) de Rooij (Bergen op Zoom, 19 juni 1886 – Venlo, 1 juni 1939) was een Nederlands organist, (koor)dirigent en componist.
Hij was zoon van leerlooier Ludovicus Johannes de Rooij en Rosalina Steers. Hij was getrouwd met Maria Josephina Liepertz. Hij overleed in het ziekenhuis Sint Josephziekenhuis te Venlo, na opgenomen te zijn geweest voor een beroerte.
Het zag er in eerste instantie niet naar uit dat hij de wereld van de muziek zou betreden; hij zou onderwijzer worden. Hij ging echter (wellicht vanuit die functie) vanaf 1903 studeren aan de kerkmuziekschool (Kirchenmusikschule) in Regensburg. Leraren waren Franz Xaver Haberl, Michael Haller, en Joseph Renner, die hem richting Giovanni Pierluigi da Palestrina duwden. Aanvullende studie vond vanaf 1905 plaats aan het Koninklijk Conservatorium Antwerpen bij Jan Blockx, Lodewijk Mortelmans en Paul Gilson. Na het behalen van zijn einddiploma in Antwerpen gaf De Rooij orgelconcerten in Nederland, België en de Duitse grensstreek. Hij deed dat vanuit zijn functie als organist van de Martelaren-van-Gorcumkerk in Bergen op Zoom en vanaf 1910 vanuit de Sint-Martinusbasiliek in Venlo. Hij was daar organist, koordirigent; hij dirigeerde ook het koor "Venlona". In die tijd werd hij ook leider binnen het "Limburgsch Tournooi voor mannenzang" (1918), voorzitter van de "RK Organisten- en directeurenvereeniging" (1919) en directeur van de "Gemeentelijke Muziekschool Eindhoven" (vanaf 1934). Hij was ook een tijdlang werkzaam bij het "Roermonds Mannenkoor"/"Roermond Gemengd Koor".
Al nevenactiviteit schreef hij ook enkele werken, waarvan zijn Eva’s Droom op tekst van Felix Ruttens enige bekendheid verwierf. Ook is een Te Deum en het lied 'Hab’ Sonne im Herzen bekend.
Er werd door een comité onder leiding van burgemeester Bernard Berger in 1939 geld ingezameld voor een grafmonument, er kwam voldoende geld binnen, maar de plaatsing werd enigszins opgehouden door het uitbreken van de Tweede Wereldoorlog. Op 2 juni 1941 werd het dan eindelijk onthuld, Charles Vos verzorgde het ontwerp.  Eerder had hij wel het erekruis ontvangen van Pro Ecclesia et Pontifice